# Heroes of Might and Magic V: Tribes of the East
Heroes of Might and Magic V: Tribes of the East is een computerspel, en het tweede uitbreidingsspel voor Heroes of Might and Magic V. Het is het eerste op zichzelfstaande uitbreidingspakket. Het spel werd ontwikkeld door Nival Interactive en uitgebracht door Ubisoft Entertainment.

## Verbeteringen en toevoegingen
In Tribes of The East zijn veel programmeerfouten uit het vorige spel verwijderd om de gameplay te bevorderen. Ook zijn een paar nieuwe zaken toegevoegd:
- Een nieuwe groep werd toegevoegd: de Stronghold. Voor alle oude units uit het vorige spel is in Tribes of the East een extra upgrade beschikbaar.
- Het verhaal gaat verder waar Heroes of Might and Magic V: Hammers of Fate ophield, met drie nieuwe campagnes die samen 1 verhaallijn vormen. Daarnaast zijn er 10 singleplayer- en 5 multiplayerscenario’s.
- De gevechten zijn aangepast om de speler sneller toegang tot specifieke spreuken te geven.

## Stronghold
Dit is een extra groep die toegevoegd wordt aan de groepen uit de vorige twee spellen. De Stronghold is het resultaat van een tovenaarsexperiment waarin demonenbloed werd vermengd met mensen. Dit bracht de Orcs voort, een krijgerras dat alleen voor vechten leeft.
Stronghold's units: Goblin, Centaur, Warrior, Shaman, Slayer, Wyvern and Cyclops.
Vaardigheden: Blood Rage
Held: Barbarian

## Demo
Vanaf 27 september 2007 is een nieuwe bespeelbare demo van het spel te downloaden op Fileplanet. Deze demo bestaat uit twee singleplayer scenario’s: Father Sky's Fury en Agrael's Trial.

## Ontvangst
Reacties van fans waren voornamelijk positief. Het spel wordt gezien als een van de beste Ubisoftspellen.
| Beoordeeld door                | Jaar | Score |
| ------------------------------ | ---- | ----- |
| Gameswelt                      | 2007 | 86%   |
| GBase - The Gamer's Base       | 2007 | 85%   |
| PC Games (Duitsland)           | 2007 | 85%   |
| Gamesmania                     | 2007 | 84%   |
| 4Players.de                    | 2007 | 81%   |
| Computer Bild Spiele           | 2007 | 80%   |
| Jeuxvideo.com                  | 2007 | 80%   |
| Gamer.co.il                    | 2007 | 70%   |
| GameSpot (Belgium/Netherlands) | 2007 | 62%   |
| Eurogamer.net (UK)             | 2007 | 50%   |